# SC-497級獵潛艦
SC-497级猎潜舰是1941-1944年间美国海军主要建造的438型猎潜舰。该舰以实验型猎潜舰SC-453为原型，于1941年开始生产，直到1944年被SC-1466级猎潜舰接替而停产。

## 服役历史
SC-497级猎潜舰是用于近海巡逻和反潜作战的舰艇。在SC-497的服役历史中，总共有七十艘SC-497被改建为巡逻控制艇（SCC），十八艘被改建成沿海扫雷舰（AMC），八艘被改建为巡逻炮艇（PGM）。
共有十六艘SC-497级猎潜舰丢失，还有一艘在改建为PGM-1级机动炮艇后丢失。
尽管SC-497的数量很多，但没有一艘摧毁过敌舰。（1943年5月29日，美国海军错误的记录一艘SC-497级猎潜舰SC-669击沉了日本潜艇RO-107，但RO-107在1943年7月6日被发现仍然活跃。)  
第二次世界大战期间，作为租借计划的一部分，共有142艘SC-497级猎潜舰被租借给了美国的盟国。七十八艘被发往苏联，五十艘发往法国，八艘发往巴西，三艘发往挪威，三艘发往墨西哥。